# Partecipanti all'UAE Tour 2025
Elenco dei partecipanti all'UAE Tour 2025.
L'UAE Tour 2025 è stato la settima edizione della corsa. Alla competizione presero parte 20 squadre: 15 iscritte all'UCI World Tour 2025 e 5 UCI ProTeam.
Ciascuna delle squadre è composta da sette ciclisti, per un totale di 140 ciclisti accreditati alla partenza, di cui solo 117 hanno portato a termine la corsa.

## Corridori per squadra
| Lotto                         | Lotto                         | Lotto                         | Alpecin-Deceuninck      | Alpecin-Deceuninck       | Alpecin-Deceuninck      | Bahrain Victorious         | Bahrain Victorious         | Bahrain Victorious         |
| ----------------------------- | ----------------------------- | ----------------------------- | ----------------------- | ------------------------ | ----------------------- | -------------------------- | -------------------------- | -------------------------- |
| Nº                            | Ciclista                      | Clas.                         | Nº                      | Ciclista                 | Clas.                   | Nº                         | Ciclista                   | Clas.                      |
| 1                             | Lennert Van Eetvelt           | 11º                           | 11                      | Jasper Philipsen         | 77º                     | 21                         | Pello Bilbao               | 3º                         |
| 2                             | Lars Craps                    | NP 6ª                         | 12                      | Ramses Debruyne          | 41º                     | 22                         | Rainer Kepplinger          | 13º                        |
| 3                             | Logan Currie                  | 85º                           | 13                      | Silvan Dillier           | 80º                     | 23                         | Daniel Skerl               | 97º                        |
| 4                             | Steffen De Schuyteneer        | 69º                           | 14                      | Robbe Ghys               | 68º                     | 24                         | Phil Bauhaus               | 71º                        |
| 5                             | Lionel Taminiaux              | 107º                          | 15                      | Timo Kielich             | 49º                     | 25                         | Andrea Pasqualon           | 59º                        |
| 6                             | Reuben Thompson               | 44º                           | 16                      | Johan Price-Pejtersen    | 113º                    | 26                         | Torstein Træen             | R 7ª                       |
| 7                             | Jonas Gregaard                | 104º                          | 17                      | Jonas Rickaert           | 53º                     | 27                         | Max van der Meulen         | 37º                        |
| Decathlon AG2R La Mondiale    | Decathlon AG2R La Mondiale    | Decathlon AG2R La Mondiale    | EF Education-EasyPost   | EF Education-EasyPost    | EF Education-EasyPost   | Ineos Grenadiers           | Ineos Grenadiers           | Ineos Grenadiers           |
| Nº                            | Ciclista                      | Clas.                         | Nº                      | Ciclista                 | Clas.                   | Nº                         | Ciclista                   | Clas.                      |
| 31                            | Bruno Armirail                | 20º                           | 41                      | Esteban Chaves           | 25º                     | 51                         | Joshua Tarling             | 21º                        |
| 32                            | Stefan Bissegger              | 81º                           | 42                      | Hugh Carthy              | 62º                     | 52                         | Jonathan Castroviejo       | 50º                        |
| 33                            | Geoffrey Bouchard             | 34º                           | 43                      | Alastair MacKellar       | 40º                     | 53                         | Kim Heiduk                 | 65º                        |
| 34                            | Felix Gall                    | 18º                           | 44                      | Sean Quinn               | NP 3ª                   | 54                         | Victor Langellotti         | NP 6ª                      |
| 35                            | Rasmus Søjberg Pedersen       | 86º                           | 45                      | Jack Rootkin-Gray        | R 7ª                    | 55                         | Michael Leonard            | 74º                        |
| 36                            | Gianluca Pollefliet           | 110º                          | 46                      | Georg Steinhauser        | 12º                     | 56                         | Carlos Rodríguez           | NP 7ª                      |
| 37                            | Paul Seixas                   | NP 6ª                         | 47                      | Jardi van der Lee        | 73º                     | 57                         | Ben Swift                  | 46º                        |
| Intermarché-Wanty             | Intermarché-Wanty             | Intermarché-Wanty             | Israel-Premier Tech     | Israel-Premier Tech      | Israel-Premier Tech     | Lidl-Trek                  | Lidl-Trek                  | Lidl-Trek                  |
| Nº                            | Ciclista                      | Clas.                         | Nº                      | Ciclista                 | Clas.                   | Nº                         | Ciclista                   | Clas.                      |
| 61                            | Gerben Kuypers                | 58º                           | 71                      | Chris Froome             | R 7ª                    | 81                         | Giulio Ciccone             | 2º                         |
| 62                            | Kevin Colleoni                | 35º                           | 72                      | Pier-André Côté          | 39º                     | 82                         | Simone Consonni            | 102º                       |
| 63                            | Kobe Goossens                 | 27º                           | 73                      | Jan Hirt                 | 36º                     | 83                         | Amanuel Gebreigzabhier     | 72º                        |
| 64                            | Simone Petilli                | 42º                           | 74                      | Oded Kogut               | 101º                    | 84                         | Daan Hoole                 | 33º                        |
| 65                            | Adrien Petit                  | R 7ª                          | 75                      | Aleksej Lucenko          | 28º                     | 85                         | Patrick Konrad             | 10º                        |
| 66                            | Gerben Thijssen               | 89º                           | 76                      | Nadav Raisberg           | 47º                     | 86                         | Jonathan Milan             | 78º                        |
| 67                            | Gijs Van Hoecke               | 56º                           | 77                      | Matthew Riccitello       | 17º                     | 87                         | Edward Theuns              | 90º                        |
| Movistar Team                 | Movistar Team                 | Movistar Team                 | Red Bull-Bora-Hansgrohe | Red Bull-Bora-Hansgrohe  | Red Bull-Bora-Hansgrohe | Solution Tech Vini Fantini | Solution Tech Vini Fantini | Solution Tech Vini Fantini |
| Nº                            | Ciclista                      | Clas.                         | Nº                      | Ciclista                 | Clas.                   | Nº                         | Ciclista                   | Clas.                      |
| 91                            | Einer Rubio                   | 16º                           | 101                     | Finn Fisher-Black        | 6º                      | 111                        | Kristian Sbaragli          | 52º                        |
| 92                            | William Barta                 | 32º                           | 102                     | Filip Maciejuk           | 82º                     | 112                        | Đorđe Đurić                | 116º                       |
| 93                            | Pablo Castrillo               | 7º                            | 103                     | Ryan Mullen              | 51º                     | 113                        | Filippo Fortin             | 91º                        |
| 94                            | Davide Cimolai                | 93º                           | 104                     | Anton Palzer             | 31º                     | 114                        | Roberto González           | 29º                        |
| 95                            | Fernando Gaviria              | NP 6ª                         | 105                     | Danny van Poppel         | 61º                     | 115                        | Lorenzo Quartucci          | 26º                        |
| 96                            | Manlio Moro                   | 84º                           | 106                     | Sam Welsford             | 99º                     | 116                        | Dušan Rajović              | 92º                        |
| 97                            | Iván Romeo                    | 4º                            | 107                     | Ben Zwiehoff             | 24º                     | 117                        | Carlos Samudio             | 60º                        |
| Soudal Quick-Step             | Soudal Quick-Step             | Soudal Quick-Step             | Team Jayco AlUla        | Team Jayco AlUla         | Team Jayco AlUla        | Team Picnic PostNL         | Team Picnic PostNL         | Team Picnic PostNL         |
| Nº                            | Ciclista                      | Clas.                         | Nº                      | Ciclista                 | Clas.                   | Nº                         | Ciclista                   | Clas.                      |
| 121                           | Tim Merlier                   | 79º                           | 131                     | Dylan Groenewegen        | NP 6ª                   | 141                        | Fabio Jakobsen             | 105º                       |
| 122                           | Ayco Bastiaens                | 103º                          | 132                     | Robert Donaldson         | 67º                     | 142                        | Tobias Lund Andresen       | 57º                        |
| 123                           | Josef Černý                   | 108º                          | 133                     | Luke Durbridge           | 43º                     | 143                        | Alexander Edmondson        | 64º                        |
| 124                           | Pascal Eenkhoorn              | 30º                           | 134                     | Chris Harper             | NP 1ª                   | 144                        | Enzo Leijnse               | 95º                        |
| 125                           | William Junior Lecerf         | 8º                            | 135                     | Luka Mezgec              | 96º                     | 145                        | Niklas Märkl               | 63º                        |
| 126                           | Casper Pedersen               | 75º                           | 136                     | Elmar Reinders           | 83º                     | 146                        | Oscar Onley                | 5º                         |
| 127                           | Bert Van Lerberghe            | 94º                           | 137                     | Max Walscheid            | 45º                     | 147                        | Julius van den Berg        | 109º                       |
| Team Visma-Lease a Bike       | Team Visma-Lease a Bike       | Team Visma-Lease a Bike       | Tudor Pro Cycling Team  | Tudor Pro Cycling Team   | Tudor Pro Cycling Team  | UAE Team Emirates XRG      | UAE Team Emirates XRG      | UAE Team Emirates XRG      |
| Nº                            | Ciclista                      | Clas.                         | Nº                      | Ciclista                 | Clas.                   | Nº                         | Ciclista                   | Clas.                      |
| 151                           | Olav Kooij                    | NP 2ª                         | 161                     | Michael Storer           | 15º                     | 171                        | Tadej Pogačar              | 1º                         |
| 152                           | Niklas Behrens                | R 7ª                          | 162                     | Sebastian Kolze Changizi | 117º                    | 172                        | Mikkel Bjerg               | 112º                       |
| 153                           | Thomas Gloag                  | R 4ª                          | 163                     | Arvid de Kleijn          | R 7ª                    | 173                        | Rune Herregodts            | 48º                        |
| 154                           | Bart Lemmen                   | 23º                           | 164                     | Arthur Kluckers          | 100º                    | 174                        | Juan Sebastián Molano      | NP 2ª                      |
| 155                           | Daniel McLay                  | R 7ª                          | 165                     | Alexander Krieger        | 115º                    | 175                        | Domen Novak                | 76º                        |
| 156                           | Tosh Van Der Sande            | 55º                           | 166                     | Hannes Wilksch           | 38º                     | 176                        | Florian Vermeersch         | 70º                        |
| 157                           | Julien Vermote                | NP 2ª                         | 167                     | Maikel Zijlaard          | R 7ª                    | 177                        | Jay Vine                   | 14º                        |
| VF Group-Bardiani CSF-Faizanè | VF Group-Bardiani CSF-Faizanè | VF Group-Bardiani CSF-Faizanè | XDS Astana Team         | XDS Astana Team          | XDS Astana Team         |                            |                            |                            |
| Nº                            | Ciclista                      | Clas.                         | Nº                      | Ciclista                 | Clas.                   |                            |                            |                            |
| 181                           | Filippo Fiorelli              | 114º                          | 191                     | Sergio Higuita           | NP 5ª                   |                            |                            |                            |
| 182                           | Federico Biagini              | R 6ª                          | 192                     | Aaron Gate               | 54º                     |                            |                            |                            |
| 183                           | Lorenzo Conforti              | 111º                          | 193                     | Florian Samuel Kajamini  | 22º                     |                            |                            |                            |
| 184                           | Alessandro Pinarello          | 19º                           | 194                     | Matteo Malucelli         | NP 7ª                   |                            |                            |                            |
| 185                           | Mattia Pinazzi                | 106º                          | 195                     | Ide Schelling            | 66º                     |                            |                            |                            |
| 186                           | Manuele Tarozzi               | 98º                           | 196                     | Haoyu Su                 | 88º                     |                            |                            |                            |
| 187                           | Enrico Zanoncello             | 87º                           | 197                     | Harold Tejada            | 9º                      |                            |                            |                            |

### Legenda
| Legenda | Legenda | Legenda | Legenda                                                       |
| ------- | --- | ------- | ------------------------------------------------------------- |
| Nº      | Dorsale di partenza del ciclista | Clas.   | Posizione finale nella classifica generale                    |
|         | Indica il vincitore della classifica generale                                                                                        |         | Indica il vincitore della classifica sprint intermedi         |
|         | Indica il vincitore della classifica a punti                                                                                         |         | Indica il vincitore della classifica dei giovani              |
| NP      | Indica un ciclista che non è ripartito in una tappa la mattina                                                                       | R       | Indica un ciclista che si è ritirato in una tappa             |
| FT      | Indica un ciclista che ha concluso una tappa fuori tempo, ossia ha impiegato più tempo rispetto a quanto stabilito dal tempo massimo | SQ      | Corridore squalificato per non aver rispettato il regolamento |